# سیاره ابرزیست‌پذیر

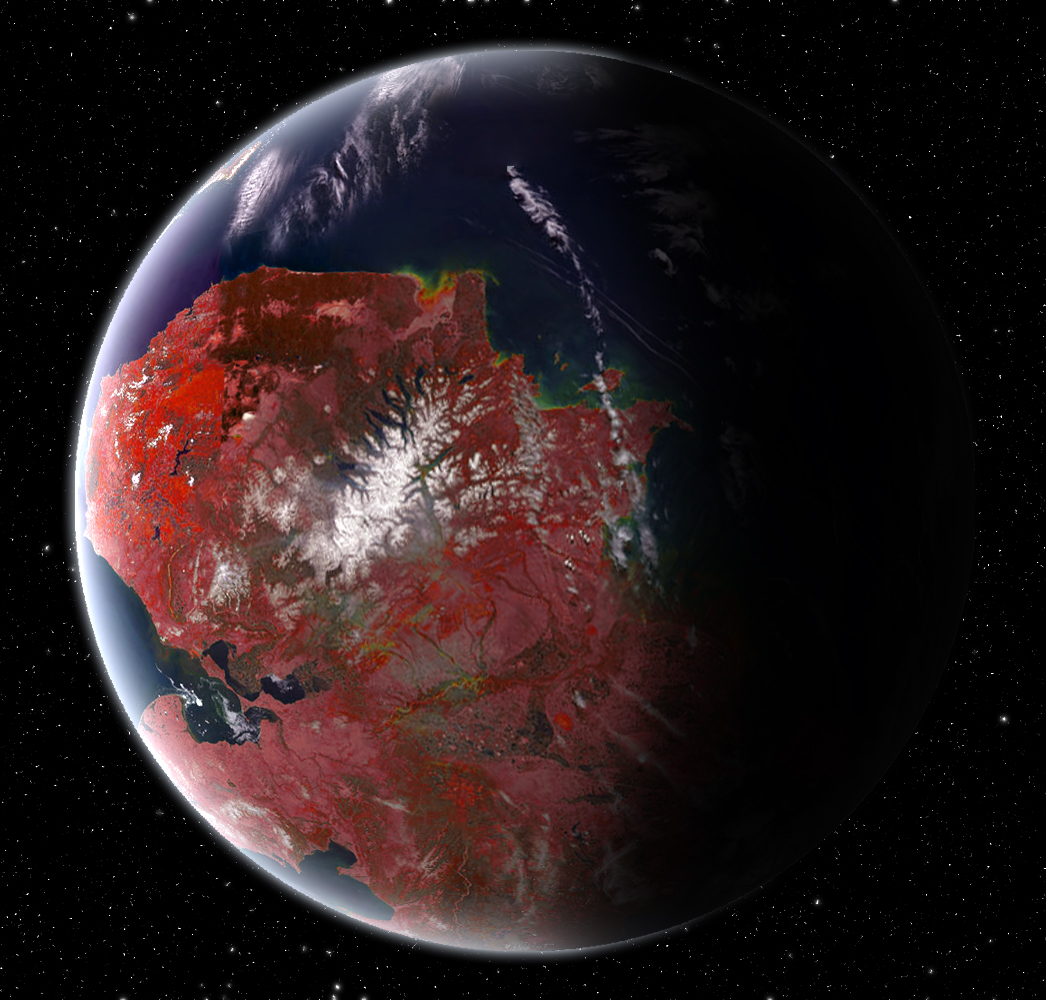
تصویری هنری از ظاهر احتمالی سیاره‌ای ابرزیست‌پذیر. رنگ مایل به قرمز، پوشش گیاهی است.

سیاره ابرزیست‌پذیر نوعی فرضی از سیاره فراخورشیدی یا ماه فراخورشیدی است که ممکن است برای پیدایش و تکامل حیات بهتر از زمین باشد. این مفهوم در سال ۲۰۱۴ توسط رنه هلر و جان آرمسترانگ  معرفی شد که از زبان مورد استفاده در جستجوی سیارات قابل سکونت انتقاد کرده و دسته‌بندی ارائه کردند. به گفته هلر و آرمسترانگ، دانستن اینکه آیا یک سیاره در کمربند حیات ستاره میزبانش قرار دارد یا خیر برای تعیین سکونت‌پذیری آن کافی نیست: «مشخص نیست که چرا زمین باید مناسب ترین پارامترهای شیمیایی-فیزیکی را برای موجودات زنده ارائه دهد زیرا سیاره‌ها می توانند مانند زمین نباشند، اما شرایط مناسب‌تری برای پیدایش و تکامل حیات نسبت به زمین فراهم می کنند». در حالی که هنوز فرض می کنند که زندگی به آب نیاز دارد، اما این نظریه را دارند که زمین ممکن است شرایط بهینه زیست‌پذیری سیاره‌ای برای حداکثر تنوع زیستی را نداشته باشد. به عبارت دیگر، آنها جهانی ابرزیست‌پذیر را به شکل سیاره یا قمری زمین‌سان تعریف می کنند که می تواند از گیاگان و زیاگان متنوع‌تری نسبت به زمین پشتیبانی کند، زیرا به طور تجربی نشان می‌دهد که محیط آن برای زندگی  سازگارتر است.

## همچنین ببینید
- فهرست سیاره‌های احتمالا زیست‌پذیر
- آنالوگ زمین
- سیاره فراخورشیدی قابل سکونت
- سکونت پذیری قمرهای طبیعی

## لینک های خارجی
- فهرست سیارات فراخورشیدی بالقوه قابل سکونت